# Bibi Russell

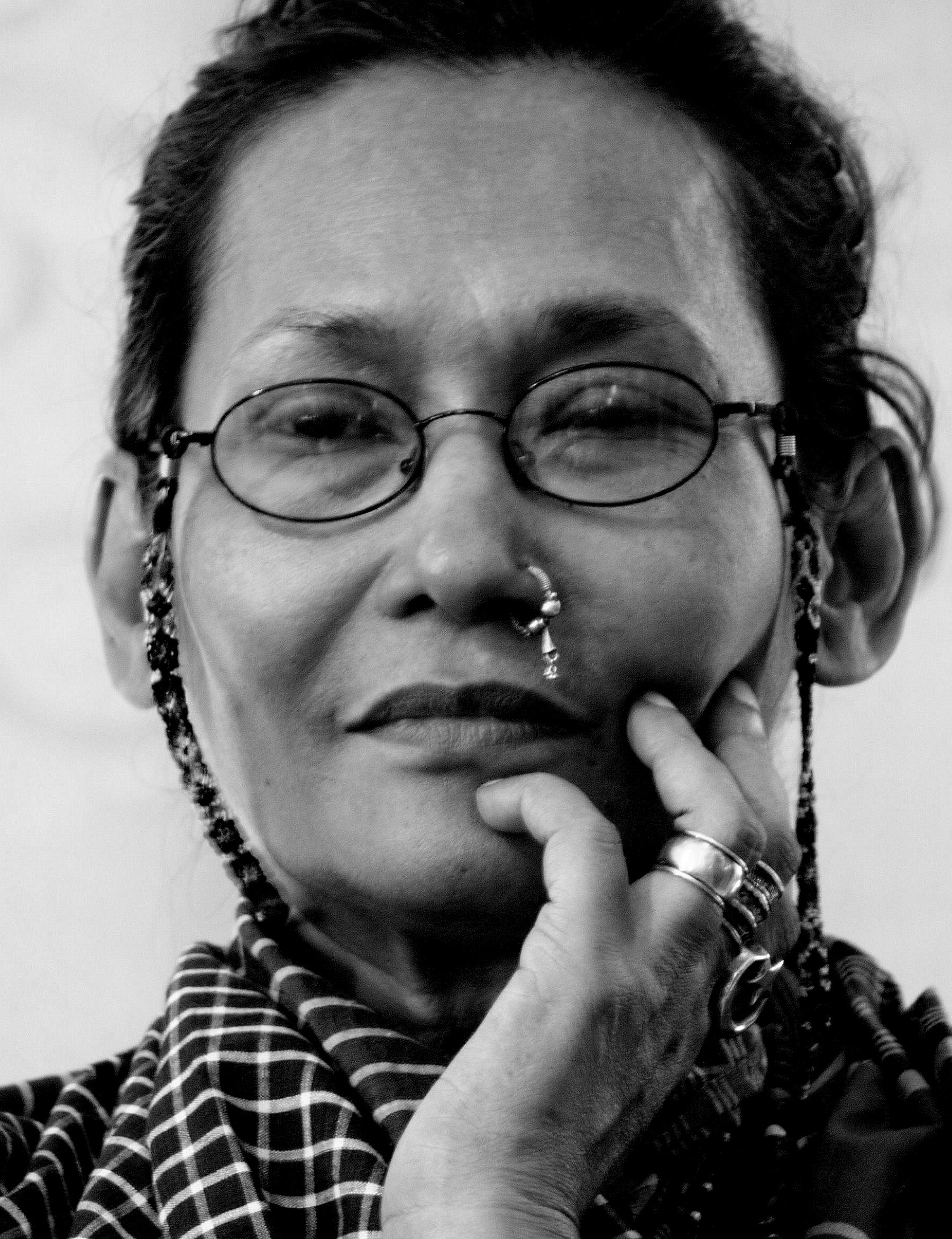
Bibi Russell

Bibi Russell (beng.: বিবি রাসেল, * um 1954 in Chittagong) ist eine Unternehmerin und ehemaliges Top-Model aus Bangladesch.

## Leben
Die Tochter von Mokhlessur Rahman und Shamsun Nahar wuchs in Dhaka auf. 1972 verließ sie ihre Heimat und ging nach London, wo sie sich als erste Frau aus Bangladesch am London College of Fashion einschreiben konnte. Dort erwarb sie 1975 ihren Hochschulabschluss. Sie arbeitete als Model für Modepräsentationen und verschiedene Magazine, einschließlich Vogue, Cosmopolitan und Harper’s Bazaar (welches sie entdeckt hatte).
1994 beendete sie ihre Model-Karriere und gründete in ihrer Heimat 1996 mit der Firma Bibi Productions eine Kollektion mit handgewebten Stoffen. Damit leistete sie aktive Entwicklungshilfe und schuf tausende Arbeitsplätze.

### Redefine Beauty
Neben der Entwicklungshilfe, die sie für ihr Land leistet, setzt sie sich aktiv gegen Gewalt gegen Frauen in ihrer Heimat ein: 2017 zeigte Arte den Film Frauen empört euch, in dem innerhalb verschiedener Video-Produktionen eine Modenschau von Bibi Russell mit überlebenden weiblichen Opfern von Säure-Attentaten unter dem Motto „Redefine Beauty“ gezeigt wurde.

## Auszeichnungen
2003 bekam sie den „Change the World – Best Practice Prize“ für Projekte, die sich für nachhaltigen ökologischen Wandel einsetzen. Sie erhielt das Ritterkreuz des spanischen Ordens Isabellas der Katholischen und wurde mehrfach durch die UNESCO ausgezeichnet (Designer for Development 1999; Artist for Peace 2001).

## Einzelbelege
1. ↑   Lebenswerk Bibi Russels (Memento vom 19. Juni 2013 im Internet Archive)